# Ena (Gifu)
Pour les articles homonymes, voir Ena.
Ena (恵那市, Ena-shi) est une ville située dans la préfecture de Gifu, au Japon.

## Géographie

### Localisation
Ena est située dans le sud-est de la préfecture de Gifu, à environ 50 km au nord-est de Nagoya.

### Municipalités limitrophes
| Yaotsu   | Shirakawa | Nakatsugawa |
| Mizunami | Ena       | Hiraya      |
| Toyota   | Toyota    | Neba        |

### Démographie
En décembre 2020, la population de la ville d'Ena était de 49 138 habitants pour une superficie de 504,24 km2.

### Hydrographie
La ville est traversée par le fleuve Kiso. Le fleuve Shōnai prend sa source sur le mont Yūdachi à Ena.

## Histoire
La ville d'Ena a été créée le 1er avril 1954 de la fusion des bourgs d'Oi et Osashima, et des villages de Tōnō, Sango, Takenami, Kasagi, Nakano et Iiji.
Le 25 octobre 2004, le village de Kushihara et les bourgs d'Akechi, Iwamura, Kamiyahagi et Yamaoka sont intégrés à la ville d'Ena.

## Culture locale et patrimoine
- Ruines du château d'Iwamura.

## Transports
Ena est desservie par la ligne principale Chūō de la JR Central et par la ligne Akechi de la compagnie Aketetsu. La gare d'Ena est la principale gare de la ville.